# Murderville
 (février 2022).
La mise en forme du texte ne suit pas les recommandations de Wikipédia : il faut le « wikifier ».
Les points d'amélioration suivants sont les cas les plus fréquents. Le détail des points à revoir est peut-être précisé sur la page de discussion.
- Les titres sont pré-formatés par le logiciel. Ils ne sont ni en capitales, ni en gras.
- Le texte ne doit pas être écrit en capitales (les noms de famille non plus), ni en gras, ni en italique, ni en « petit »…
- Le gras n'est utilisé que pour surligner le titre de l'article dans l'introduction, une seule fois.
- L'italique est rarement utilisé : mots en langue étrangère, titres d'œuvres, noms de bateaux, etc.
- Les citations ne sont pas en italique mais en corps de texte normal. Elles sont entourées par des guillemets français : « et ».
- Les listes à puces sont à éviter, des paragraphes rédigés étant largement préférés. Les tableaux sont à réserver à la présentation de données structurées (résultats, etc.).
- Les appels de note de bas de page (petits chiffres en exposant, introduits par l'outil «  Source ») sont à placer entre la fin de phrase et le point final[comme ça].
- Les liens internes (vers d'autres articles de Wikipédia) sont à choisir avec parcimonie. Créez des liens vers des articles approfondissant le sujet. Les termes génériques sans rapport avec le sujet sont à éviter, ainsi que les répétitions de liens vers un même terme.
- Les liens externes sont à placer uniquement dans une section « Liens externes », à la fin de l'article. Ces liens sont à choisir avec parcimonie suivant les règles définies. Si un lien sert de source à l'article, son insertion dans le texte est à faire par les notes de bas de page.
- La présentation des références doit suivre les conventions bibliographiques. Il est recommandé d'utiliser les modèles {{Ouvrage}}, {{Chapitre}}, {{Article}}, {{Lien web}} et/ou {{Bibliographie}}. Le mode d'édition visuel peut mettre en forme automatiquement les références.
- Insérer une infobox (cadre d'informations à droite) n'est pas obligatoire pour parachever la mise en page.

Pour une aide détaillée, merci de consulter Aide:Wikification.
Si vous pensez que ces points ont été résolus, vous pouvez retirer ce bandeau et améliorer la mise en forme d'un autre article.
Murderville est une série télévisée américaine de meurtre et de mystère avec des éléments improvisés en six épisodes d'environ 33 minutes développé par Krister Johnson, et mise en ligne le 3 février 2022 sur Netflix. Elle est basée sur la série télévisée britannique Murder in Successville de la BBC Three.

## Synopsis
Dans chaque épisode, une star invitée joue le rôle d'un détective débutant. Cependant, l'invité ne reçoit pas de scénario à l'avance et doit improviser à sa manière tout au long de l'épisode pendant qu'il tente de trouver le véritable coupable d'un meurtre parmi trois suspects.

## Distribution et personnages

### Principaux
- Will Arnett : Terry Seattle, un détective principal maladroit qui traverse une procédure de divorce avec Rhonda. Il a du mal à se remettre de la mort de son ancienne compagne Lori Griffin qui décède 15 ans avant le début de la série, il a aussi du mal à se remettre de son accord de divorce avec Rhonda
- Haneefah Wood (en) : Rhonda Jenkins-Seattle, la chef de la police qui est en instance de divorce avec Terry
- Lilan Bowden (en) : Amber Kang, une coroner qui assiste Terry et l'invité respectif sur le meurtre
- Phillip Smithey : Darren « Daz » Phillips, un détective qui commence à sortir avec Rhonda

### Célébrités invitées

#### Détectives[2]
- Conan O'Brien : lui-même
- Marshawn Lynch : lui-même
- Kumail Nanjiani : lui-même
- Annie Murphy : elle-même
- Sharon Stone : elle-même
- Ken Jeong : lui-même

#### Suspects de meurtre
- Alison Becker : Deb Melton
- Mary Hollis Inboden (en) : Kathy
- David Wain : Magic Melvin
- Rob Huebel (en) : Chadd, Charles and Chester Worthington
- Ian Gomez : Kevin Rivera
- Erinn Hayes : Lisa Capabianco
- Jay Larson (en) : Brad Torker
- John Ennis (en) : Vinnie Palmieri
- Erica Hernandez : Ms Anya Cortez
- Nina Pedrad : Nanette Duboi
- Josh Banday : Dr Will Gonzalez
- Samantha Cutaran : Dr Maddison Chen
- Irene White : Dr Alexander
- Peter Giles : Seamus Doyle
- Phil LaMarr : Commissaire Barton
- Nicole Sullivan : Rebecca Hendricks

### Invitée spéciale
- Jennifer Aniston incarne Lori Griffin, l'ancienne partenaire de Terry qui a été assassinée il y a 15 ans, elle apparaît sur une photo accrochée dans le bureau de Terry[3].

## Production
Krister Johnson sert de showrunner. Anna Drezen, Chadd Gindin, Craig Rowin, Jack Kukoda, Marina Cockenberg, Kerry O'Neill, Hannah Levy et Adriana Robles sont également scénaristes. Iain K. Morris et Brennan Shroff ont partagé les tâches de réalisateur pour chaque épisode. La série a été tournée mi-2021.

## Épisodes
| № | Titre francophone Titre original                         | Réalisation    | Scénario                            | Célébrité invité (Détective) |
| --- | -------------------------------------------------------- | -------------- | ----------------------------------- | ---------------------------- |
| 1 | L'Assistante du magicien The Magician's Assistant        | Brennan Shroff | Marina Cockenberg & Krister Johnson | Conan O'Brien                |
| Terry arrive à la brigade et est confronté à Rhonda qui lui présente son nouveau partenaire Conan. Terry parle à Conan de son ancienne partenaire Lori Griffin qui a été assassinée 15 ans auparavant. Avant longtemps, les deux sont chargés par Rhonda de résoudre le meurtre d'une assistante magicienne nommée Sarah. Les deux interrogent trois suspects, l'ancienne assistante Deb, le magicien rival Magic Melvin et l'anti-magicien Kathy. Après avoir rassemblé les indices, Conan déclare que Magic Melvin est le tueur, Rhonda confirme qu'il a raison et le remercie pour son travail. |                                                          |                |                                     |                              |
| 2 | Trois frères pour un meurtre Triplet Murder              | Brennan Shroff | Krister Johnson & Kerry O'Neill     | Marshawn Lynch               |
| Terry pleure la perte de sa grand-tante. Cependant, Rhonda révèle que la tante de Terry est morte de vieillesse, et cela fait quinze ans qu'elle est décédée. Rhonda lui assigne son nouveau partenaire Marshawn. Après que Terry et Marshawn se soient liés par l'urne, Rhonda les envoie enquêter sur une affaire récente, celle du meurtre de Cora Worthington, une femme de 84 ans qui est devenue riche en concevant des poupées. Les suspects incluent ses fils triplés, Chadd, Charles et Chester. Après les avoir interviewés, Marshawn affirme que Charles est le tueur, mais Rhonda confirme qu'il a tort et que le vrai tueur était Chester. Marshawn est renvoyé par Rhonda pour son hypothèse incorrecte.             |                                                          |                |                                     |                              |
| 3 | Promis à un sanglant avenir Most Likely to Commit Murder | Iain K. Morris | Anna Drezen                         | Kumail Nanjiani              |
| Pour éviter ses retrouvailles au lycée, Terry travaille de nuit tandis que Rhonda se rend à un rendez-vous. Avant de partir, elle présente Terry à son prochain partenaire, Kumail. Les deux apprennent alors que le milliardaire de la technologie Seth Gourley a été assassiné lors de la réunion du lycée de Terry, forçant Terry à y assister après tout. Ensemble, Terry et Kumail interrogent trois suspects, l'ancien partenaire commercial de Seth, Kevin Riviera, l'ancien tyran de l'école Brad Torker et l'ancienne élève Lisa Capobianco. Après avoir rassemblé tous les indices, Kumail affirme que Brad est le tueur. Rhonda révèle qu'il a raison et Terry apprend que son rendez-vous était le détective Daz.      |                                                          |                |                                     |                              |
| 4 | Mort dans le potage Murder by Soup                       | Iain K. Morris | Marina Cockenberg & Krister Johnson | Annie Murphy                 |
| Bouleversé par le fait que Rhonda sorte avec Daz, Terry apporte des beignets pour tout le monde dans la station sauf pour lui. Rhonda présente Terry à sa première partenaire féminine Annie. Annie apprend que Terry a dormi dans son bureau, ce qui l'a rendu très encombré. Rhonda ordonne au duo de résoudre le meurtre de l'inspecteur en chef de la santé Alistair Hale, décédé à l'hôtel de ville après avoir digéré une soupe empoisonnée. Ils interrogent trois suspects suspects, la chef Nanette DuBois, l'enseignante de maternelle Mme Anya Campbell et le gangster Vinny Palmeiri. Après avoir analysé les indices, Annie révèle qu'Anya est la tueuse. Rhonda révèle qu'elle a raison et la remercie pour son aide. |                                                          |                |                                     |                              |
| 5 | Sans cœur Heartless                                      | Iain K. Morris | Hannah Levy & Adriana Robles        | Sharon Stone                 |
| |                                                          |                |                                     |                              |
| 6 | Une affaire irrésolue The Cold Case                      | Iain K. Morris | Jack Kukoda                         | Ken Jeong                    |
| |                                                          |                |                                     |                              |

Un épisode spécial de Noël de 50 minutes, Who Killed Santa? A Murderville Murder Mystery est mis en ligne le 15 décembre 2022.

## Accueil
Le site Web d'agrégateur de critiques Rotten Tomatoes a rapporté un taux d'approbation de 75 % avec une note moyenne de 6,2 / 10, basée sur 28 critiques. Le consensus des critiques du site Web se lit comme suit : « La prémisse d'improvisation de Murderville peut conduire à des temps morts, mais les moments d'inspiration spontanée en valent la peine - et cela aide d'avoir Will Arnett sur l'affaire. » Metacritic, qui utilise une moyenne pondérée, a attribué une note de 69 sur 100 sur la base de 8 critiques, indiquant "des critiques généralement favorables".
Kathryn VanArendonk de Vulture a fait l'éloge du concept de l'émission, écrivant : « La flexibilité et l'espièglerie d'Arnett sont essentielles pour que Murderville fonctionne, mais un casting de célébrités solide est ce qui empêche son ressort comique assez prévisible de devenir ennuyeux. ».